# Tiroteo en la Escuela de Enseñanza Media N° 9 de Rafael Calzada
El 4 de agosto de 2000, Javier Romero, de 19 años, abrió fuego en la Escuela Secundaria Nº 9, ubicada en Rafael Calzada, Buenos Aires, matando a un alumno e hiriendo a otro, como represalia por el frecuente acoso escolar que sufría.Tras años de evaluaciones psiquiátricas, en 2003 fue declarado inocente por razón de locura y estuvo internado otros 15 años antes de ser liberado.
El incidente ha sido reconocido desde entonces como uno de los primeros tiroteos fatales en una escuela en América Latina.

## Precedentes

### Incidentes previos
El primer caso documentado de tiroteo escolar en Argentina ocurrió el 6 de mayo de 1997, cuando un estudiante anónimo de 19 años le disparó e hirió a un compañero de clases con una pistola de calibre .32 tras una discusión de equipos de fútbol.  Pocos días después, un estudiante, Leonardo Aguirre de 14 años, le disparó y asesinó a un compañero de clases, Cristian Fernández, por accidente, el arma de servicio de la Gendarmería Nacional Argentina de su padre,

### Autor
Javier Ignacio Romero es el menor de cuatro hermanos de Bernardino Romero y Luisa Gómez. Su padre murió en julio de 1983 a causa de una enfermedad hepática, cuando Romero tenía apenas dos años. Alumno de la Escuela Secundaria N° 9, sufrió con frecuencia bullying, siendo a menudo llamado por sus compañeros "Pantriste" en referencia al personaje principal de la película animada argentina de 2000 Corazón, las alegrías de Pantriste, que acababa de estrenarse el verano anterior.

## Eventos
El 4 de agosto de 2000, al terminar las clases del día, Romero salía de la escuela cuando un estudiante gritó desde afuera: "¡Ey, Pantriste!". Romero entonces sacó un revólver de calibre .22 de cañón corto de marca Bagual (propiedad legal de su madre como medio de defensa propia)  de su mochila,sostuvo el arma con ambas manos y abrió fuego contra la puerta de entrada de la escuela tres veces. La primera bala no impactó en ningún punto, la segunda rozó la oreja de Gabriel Alfredo Ferrari, de 18 años, y la tercera aterrizó en el cráneo de Mauricio Ariel Salvador, de 16 años. Ambas víctimas habían asistido a la misma clase que Romero. Durante el tiroteo, supuestamente gritó: "¡Ahora me van a respetar! ¡Los voy a hacer mierda!".
Romero huyó del lugar y corrió de regreso a la casa de un primo, donde se hospedaba durante los días de semana debido a su proximidad a la escuela. Almorzó con ella antes de irse a dormir. Cinco horas después, apareció su madre con un escuadrón de policía, que lo detuvo.
Los heridos fueron internados en el Hospital Fiorito, donde Salvador falleció tres días después.

## Secuelas
Tras el incidente, el agresor pidió disculpas a los familiares de las víctimas. El caso atrajo la atención nacional hacia el tema del acoso escolar y cómo las escuelas deberían abordarlo.
La causa judicial estuvo presidida por la jueza Lomas de Zamora Marisa Salvo. Según evaluaciones psicológicas, sufría un trastorno esquizoide de la personalidad y experimentó un breve episodio psicótico, por lo cual fue declarado inocente por razón de locura el 8 de abril de 2003. A pesar de ello, todavía era considerado un peligro para la sociedad y como tal fue internado en cuatro prisiones diferentes junto con un hospital psiquiátrico antes de ser finalmente dado de alta en 2018.
Cinco años después de los hechos, Argentina sufrió el tiroteo en la escuela Carmen de Patagones, donde murieron tres estudiantes y otros cinco resultaron heridos, este sigue siendo el tiroteo escolar más letal de Argentina.
Después del tiroteo, dos de los compañeros de clase de Romero (incluido Ferrari) abandonaron la escuela secundaria.